# Syndipnus alpicolor
Syndipnus alpicolor är en stekelart som beskrevs av Aubert 1998. Syndipnus alpicolor ingår i släktet Syndipnus och familjen brokparasitsteklar. Inga underarter finns listade i Catalogue of Life.